# كلايس جيل
كلايس جيل (بالنرويجية البوكمول: Claes Gill)‏ هو شاعر وممثل نرويجي، ولد في 13 أكتوبر 1910 في النرويج، وتوفي في 11 يونيو 1973 بأوسلو في النرويج. بدأ مشواره المهني سنة 1934.

## وصلات خارجية
- كلايس جيل على موقع IMDb (الإنجليزية)
- كلايس جيل على موقع ألو سيني (الفرنسية)
- كلايس جيل على موقع ميوزك برينز (الإنجليزية)
- كلايس جيل على موقع أول موفي (الإنجليزية)
- كلايس جيل على موقع قاعدة بيانات الأفلام السويدية (السويدية)
- كلايس جيل على موقع قاعدة بيانات الفيلم (الإنجليزية)
- كلايس جيل على موقع كينوبويسك (الروسية)